# La mascherata delle ninfe di Senna
La mascherata delle ninfe di Senna est un ballet composé à quatre mains du compositeur Jacopo Peri et de la compositrice Francesca Caccini.

## Contexte et création
Jacopo Peri et Francesca Caccini écrivent le ballet La mascherata delle ninfe di Senna en 1613, pour les noces du duc Mario Ier Sforza et de Arnea de Lorraine.